# Remolino del Niágara
El remolino del Níágara (en inglés, Niagara Whirlpool) está ubicado en la Frontera entre Canadá y Estados Unidos, entre Nueva York y Ontario. Es un remolino natural del río Niágara, cuyo vaso se encuentra en la garganta del Niágara, aguas abajo de las cataratas del Niágara. Su mayor profundidad es de 38 metros.

## Formación del remolino

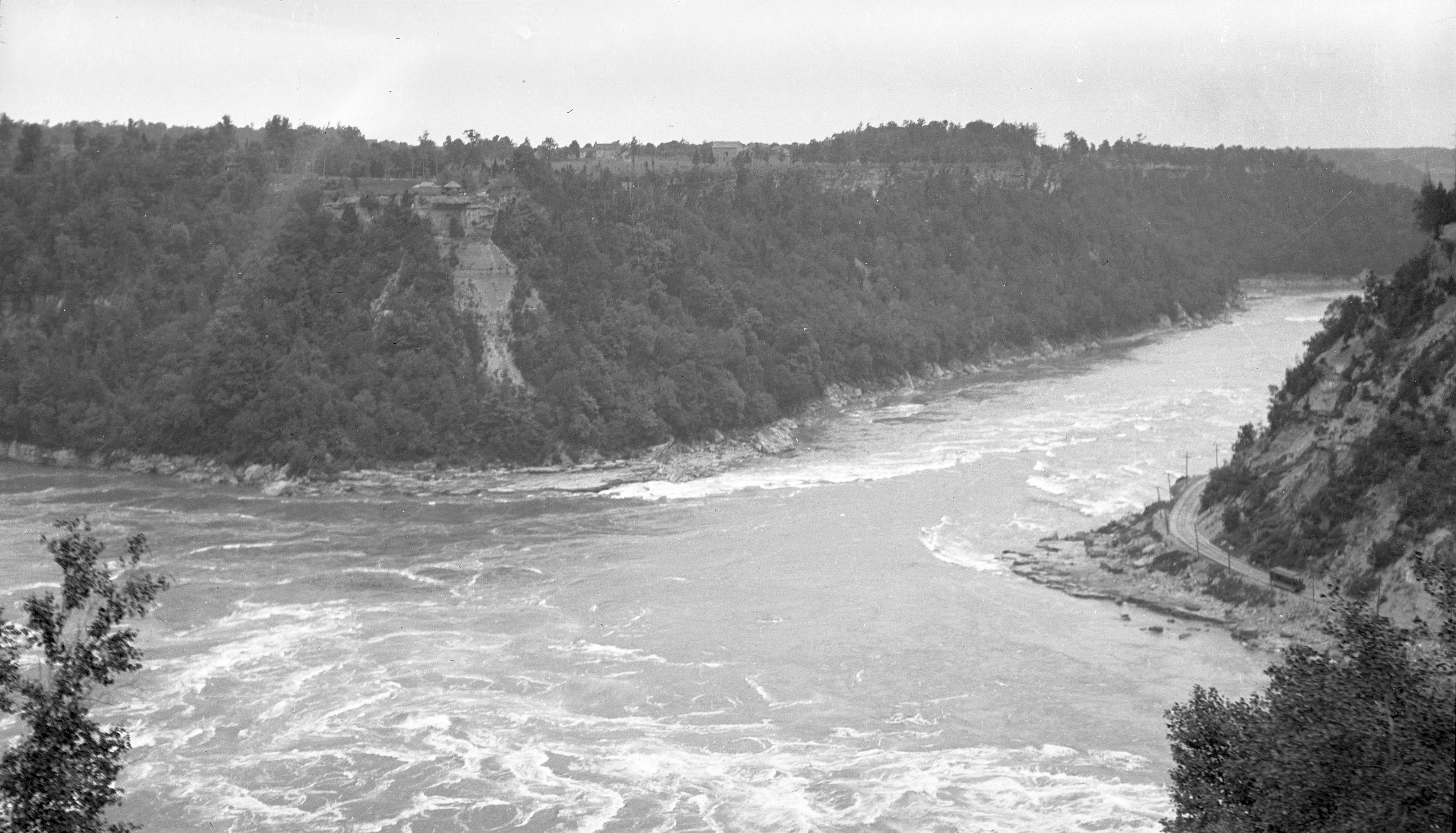
El remolino visto desde el lado canadiense, con el Ferrocarril de la Garganta del Niágara visible en la parte inferior derecha (1911)

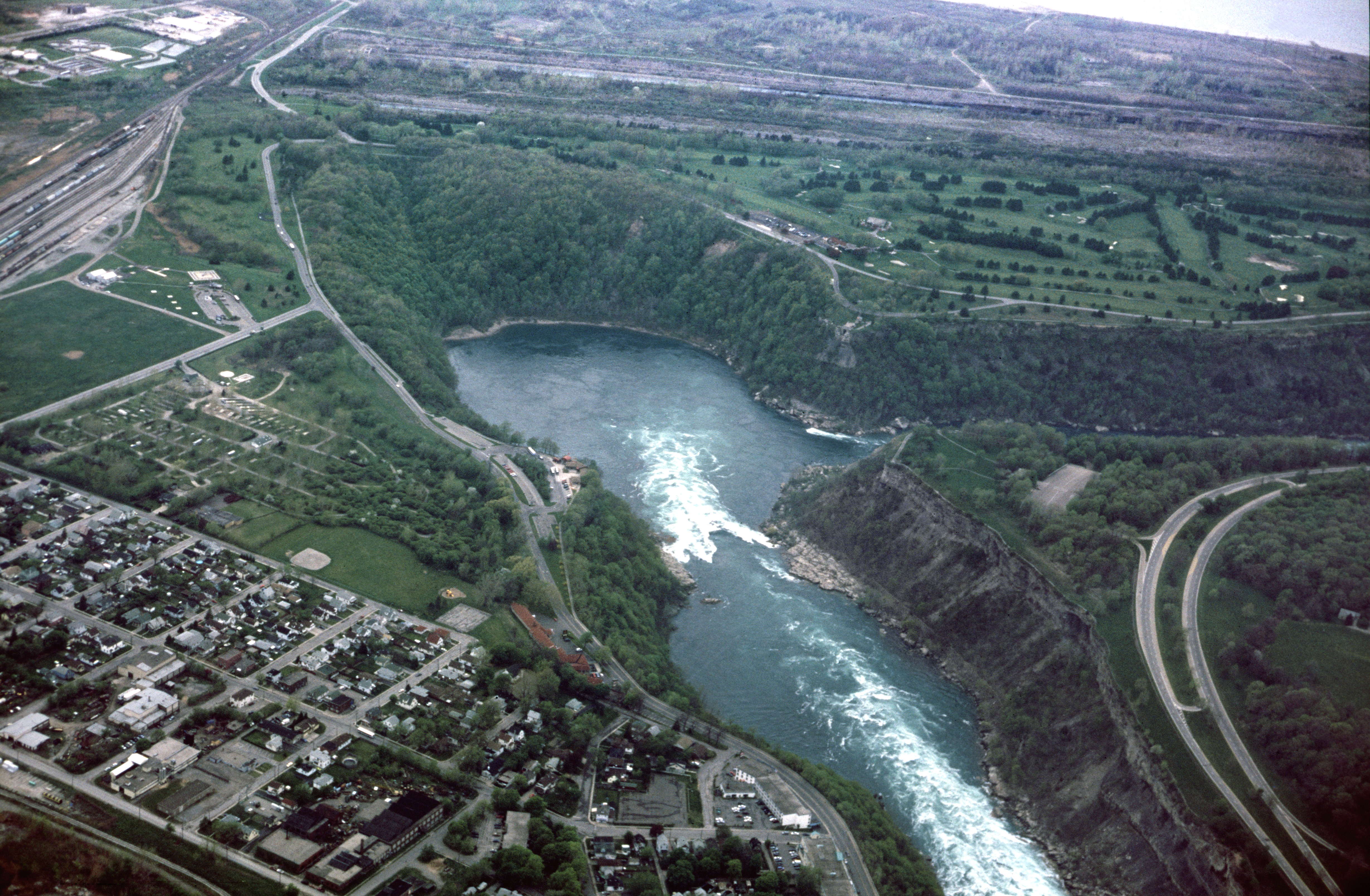
Remolino del Niágara

Se estima que el remolino se formó hace aproximadamente 4200 años, generado por la erosión aguas arriba del escarpe del Niágara producida por el río Niágara. Las cataratas del Niágara se encuentran en el límite del escarpe del Niágara, y se han ido "retirando" en dirección aguas arriba desde su formación. Durante este proceso, normalmente lento, las caídas en retirada se cruzan con un antiguo lecho del río preglacial dentro del desfiladero enterrado de Saint David. Durante la retirada del hielo de la glaciación Wisconsioniana del último período glacial, el desfiladero se llenó de sedimentos sueltos y rocas. Cuando las cataratas se cruzaron con este desfiladero enterrado, el río lavó rápidamente el limo y las rocas que lo rellenaban. La antigua garganta enterrada era casi perpendicular al río Niágara. Este cambio brusco y repentino en la dirección del flujo del agua, junto con el flujo rápido que sale de la garganta del Niágara (velocidades de hasta 9 metros por segundo), se tradujo en la formación de remolinos turbulentos en el río. La posterior erosión de la roca más dura ha dado como resultado una cuenca redondeada, que se extiende justo al lado del curso real del río. 
El remolino gira naturalmente en sentido contrario a las agujas del reloj durante el flujo normal. Sin embargo, cuando se desvía más agua del río hacia las centrales hidroeléctricas circundantes, el sentido del flujo a menudo se invierte.

## Atracciones cercanas
Hay dos parques estatales/provinciales ubicados junto al remolino. En el lado estadounidense se encuentra el Parque Estatal Whirlpool. En el lado canadiense está la Reserva Natural de Niágara Glen. El Spanish Aerocar, que atraviesa el río sobre el remolino, también se encuentra en el lado canadiense. 